# Patinação artística nos Jogos Olímpicos de Inverno de 1936 - Individual feminino
A competição individual feminina da patinação artística nos Jogos Olímpicos de Inverno de 1936 foi disputado entre 26 patinadoras.

## Medalhistas
| Ouro   | NOR Sonja Henie      |
| Prata  | GBR Cecilia Colledge |
| Bronze | SWE Vivi-Anne Hultén |

## Resultados
| #                 | Nome                        | PC | PL | Pos. | Pontos |
| ----------------- | --------------------------- | -- | -- | ---- | ------ |
| Medalha de ouro   | NOR Sonja Henie             | 1  | 1  | 7.5  | 424.5  |
| Medalha de prata  | GBR Cecilia Colledge        | 2  | 2  | 13.5 | 418.1  |
| Medalha de bronze | SWE Vivi-Anne Hultén        | 4  | 4  | 28   | 394.7  |
| 4                 | BEL Liselotte Landbeck      | 3  | 6  | 32   | 393.3  |
| 5                 | USA Maribel Vinson          | 6  | 7  | 39   | 388.7  |
| 6                 | AUT Hedy Stenuf             | 8  | 3  | 40   | 387.6  |
| 7                 | AUT Emmy Putzinger          | 9  | 4  | 49   | 381.8  |
| 8                 | GER Viktoria Lindpaintner   | 7  | 10 | 51   | 381.4  |
| 9                 | AUT Grete Lainer            | 10 | 11 | 65   | 373.4  |
| 10                | JPN Etsuko Inada            | 13 | 9  | 77   | 368.1  |
| 11                | GBR Mollie Phillips         | 12 | 12 | 78   | 366.2  |
| 12                | USA Audrey Peppe            | 18 | 8  | 85   | 363.3  |
| 13                | SUI Angela Anderes          | 15 | 16 | 101  | 355.4  |
| 14                | AUT Bianca Schenk           | 16 | 14 | 102  | 356.4  |
| 15                | HUN Éva von Botond          | 11 | 17 | 106  | 356.1  |
| 16                | GBR Belita Jepson-Turner    | 14 | 18 | 107  | 352.6  |
| 17                | TCH Věra Hrubá              | 20 | 13 | 111  | 353.3  |
| 18                | BEL Yvonne De Ligne         | 19 | 15 | 118  | 348.2  |
| 19                | GER Hertha Frey-Dexler      | 17 | 19 | 129  | 345.4  |
| 20                | TCH Fritzi Metznerová       | 21 | 21 | 141  | 339.2  |
| 21                | USA Louise Weigel           | 22 | 20 | 140  | 336.4  |
| 22                | USA Estelle Weigel          | 23 | 22 | 151  | 324.5  |
| 23                | LAT Alise Dzeguze           | 24 | 23 | 161  | 280.9  |
| WD                | GBR Gweneth Butler          | 5  | WD |      |        |
| WD                | CAN Constance Wilson-Samuel | WD |    |      |        |
| WD                | NOR Nanna Egedius           | WD |    |      |        |

Legenda
| Recorde mundial      | Recorde mundial (World record)               |                       | Recorde africano                      | Recorde africano (African) |                                           | Q | Classificado por posição (Qualified) |
| Recorde olímpico     | Recorde olímpico (Olympic record)            | Recorde da América    | Recorde da América (Americas)         | q                          | Classificado por melhor tempo (Qualified) |   |                                      |
| Melhor marca do ano  | Melhor marca do ano (World leading)          | Recorde asiático      | Recorde asiático (Asian)              | DNS                        | Não largou (Did not start)                |   |                                      |
| Recorde nacional     | Recorde nacional (National record)           | Recorde europeu       | Recorde europeu (European)            | DNF                        | Não terminou (Did not finish)             |   |                                      |
| Recorde pessoal      | Recorde pessoal do atleta (Personal best)    | Recorde da Oceania    | Recorde da Oceania (Oceania)          | DSQ / DQ                   | Desclassificado (Disqualified)            |   |                                      |
| Recorde da temporada | Recorde da temporada do atleta (Season best) | Recorde sul-americano | Recorde sul-americano (South America) | NM                         | Sem marca (No mark)                       |   |                                      |